# Annales Sangallenses maiores
Die Annales Sangallenses maiores (lat. für Größere St. Gallener Jahrbücher) sind Annalen aus der Fürstabtei St. Gallen für die Zeit von 709 bis 1056, die für ihren älteren Teil (bis 918) auf den Annales Alamannici beruhen und dann selbständig weitergeführt wurden. 
Die älteste Überlieferung, im zehnten Jahrhundert begonnen, findet sich im Codex Sangallensis 915, einem Kapiteloffiziumsbuch, auf den Seiten 196 bis 236. Ergänzungen stehen in der Abschrift im zweitältesten Kapiteloffiziumsbuch, dem Cod. Sang. 453 aus dem zwölften Jahrhundert, S. 211–235. Im Anschluss an die Nachricht über den Tod Heinrichs III. im Jahr 1056, mit der die Annalen enden, findet sich dort ein Bericht über die Stiftung von Reliquien aus dem Heiligen Land an das Kloster Sankt Gallen im Jahre 1180.

## Ausgaben und Faksimiles
- Roland Zingg, Die St. Galler Annalistik (Ostfildern, 2019)
- 'XVI Annales Sangallenses Maiores', ed. Ildefonsus ab Arx, in Annales et chronica aevi Carolini, ed. Georgius Heinricus Pertz, Monumenta Germaniae Historica, 1 (Hannover: Tomusus, 1826), S. 72–85
- Cod. Sang. 915 in E-codices; der Beginn der Annalen auf S. 196
- Cod. Sang. 453 in E-codices; der Beginn der Annalen auf S. 211